# Phytomyptera tarsalis
Phytomyptera tarsalis là một loài ruồi trong họ Tachinidae.